# Wojna zimowa (film)
Zimowa wojna (fin. Talvisota) – wyprodukowany w 1989 roku dramat wojenny w reżyserii Pekki Parikki. Film powstał na podstawie książki Anttiego Tuuri pod tym samym tytułem.

## Fabuła
Akcja rozpoczyna się w październiku 1939 roku, w momencie ogłoszenia mobilizacji przez fińską armię w związku ze wzrastającym zagrożeniem ze strony ZSRR. 30 listopada wybucha wojna, nazwana przez historyków Wojną zimową. Film koncentruje się na losach grupy powołanych pod broń rezerwistów z miasta Kauhava i pokazuje walki na Przesmyku Karelskim. Akcja filmu kończy się zawarciem pokoju pomiędzy Finlandią a ZSRR 13 marca 1940 roku.
Premiera filmu odbyła się 30 listopada 1989 roku, w 50 rocznicę wybuchu Wojny zimowej.

## Obsada
Źródło: Filmweb
- Timo Torikka - Szeregowy Pentti Saari
- Vesa Vierikko - Podporucznik Jussi Kantola
- Taneli Mäkelä - Szeregowy Martti Hakala
- Tomi Salmela - Szeregowy Matti Ylinen
- Samuli Edelmann - Szeregowy Mauri Haapasalo
- Esko Nikkari - Szeregowy Yrjö Alanen

i inni. 